# Zavadivka, Monastîrîska
Zavadivka (în ucraineană Завадівка) este localitatea de reședință a comunei Zavadivka din raionul Monastîrîska, regiunea Ternopil, Ucraina.

## Demografie
Componența lingvistică a localității Zavadivka
     Ucraineană (99,14%)
     Alte limbi (0,86%)
Conform recensământului din 2001, majoritatea populației localității Zavadivka era vorbitoare de ucraineană (99,14%), existând în minoritate și vorbitori de alte limbi.